# 2027年法国总统选举
2027年法国总统选举定于4月左右举行。如果没有候选人获得绝对多数票，将在两周后进行第二轮选举。在特殊情况下，如果总统职位在此之前出现空缺，选举可能会提前举行。现任总统埃马纽埃尔·马克龙的任期受限，无法寻求连任第三届。

## 选制
根据法兰西共和国宪法第七条规定，法国总统的选举采用两轮制，任期为五年。如果在第一轮选举中没有任何候选人获得绝对多数票（即超过50% + 1票，包括空白票和无效票），则将在两周后对得票最多的两位候选人进行第二轮选举。根据宪法规定，总统选举的首轮投票必须在现任总统五年任期结束前的20至35天内进行。埃马纽埃尔·马克龙的第二任期自2022年5月14日开始，预计于2027年5月13日结束。因此，2027年总统选举的首轮投票将安排在2027年4月8日至23日之间进行。
为了进入第一轮投票候选名单，候选人必须获得来自至少30个不同省份或海外集体的500个签名（通常称为“parrainages”），且来自任何单一省份的签名者不得超过十分之一。根据法国宪法第六条规定，总统“不能连续任职超过两届”。

## 宣布参选

### 地平线

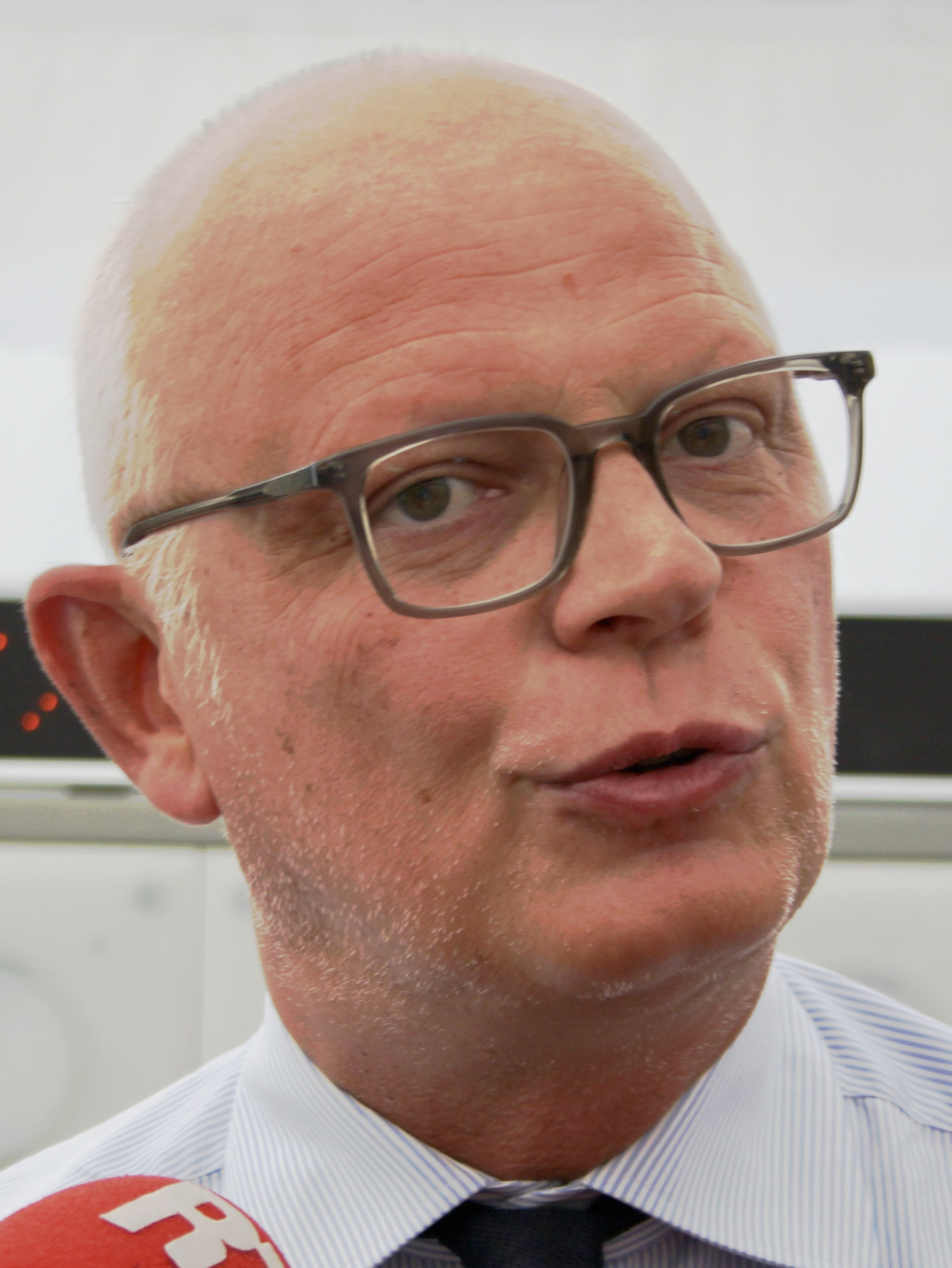
爱德华·菲利普

- 爱德华·菲利普[5][6]（勒阿弗尔市长，地平线领导人，法国前总理）

## 潜在候选人

### 再征服

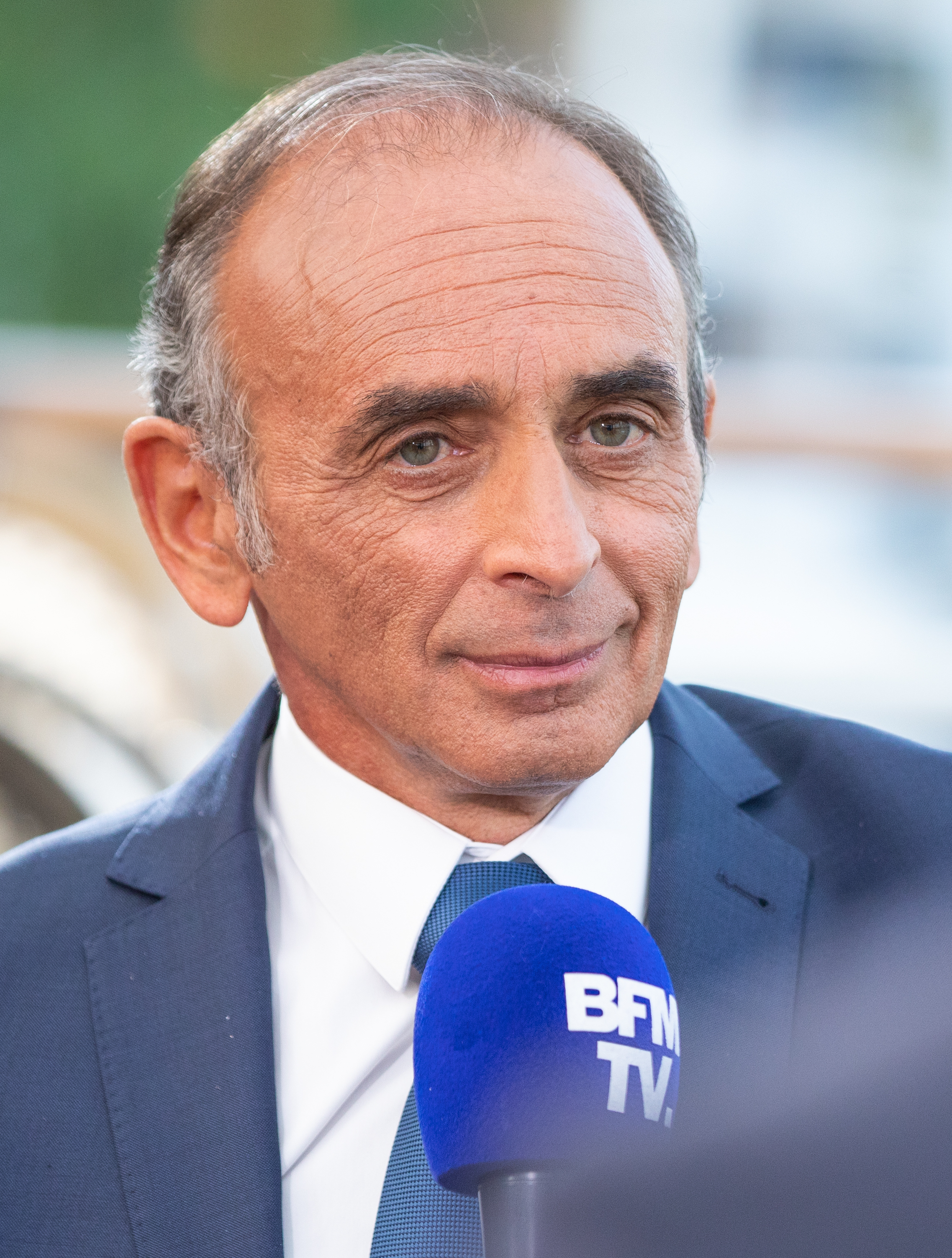
埃里克·泽穆尔

- 埃里克·泽穆尔[7]（再征服领导人，2022年提名人）

### 國民聯盟

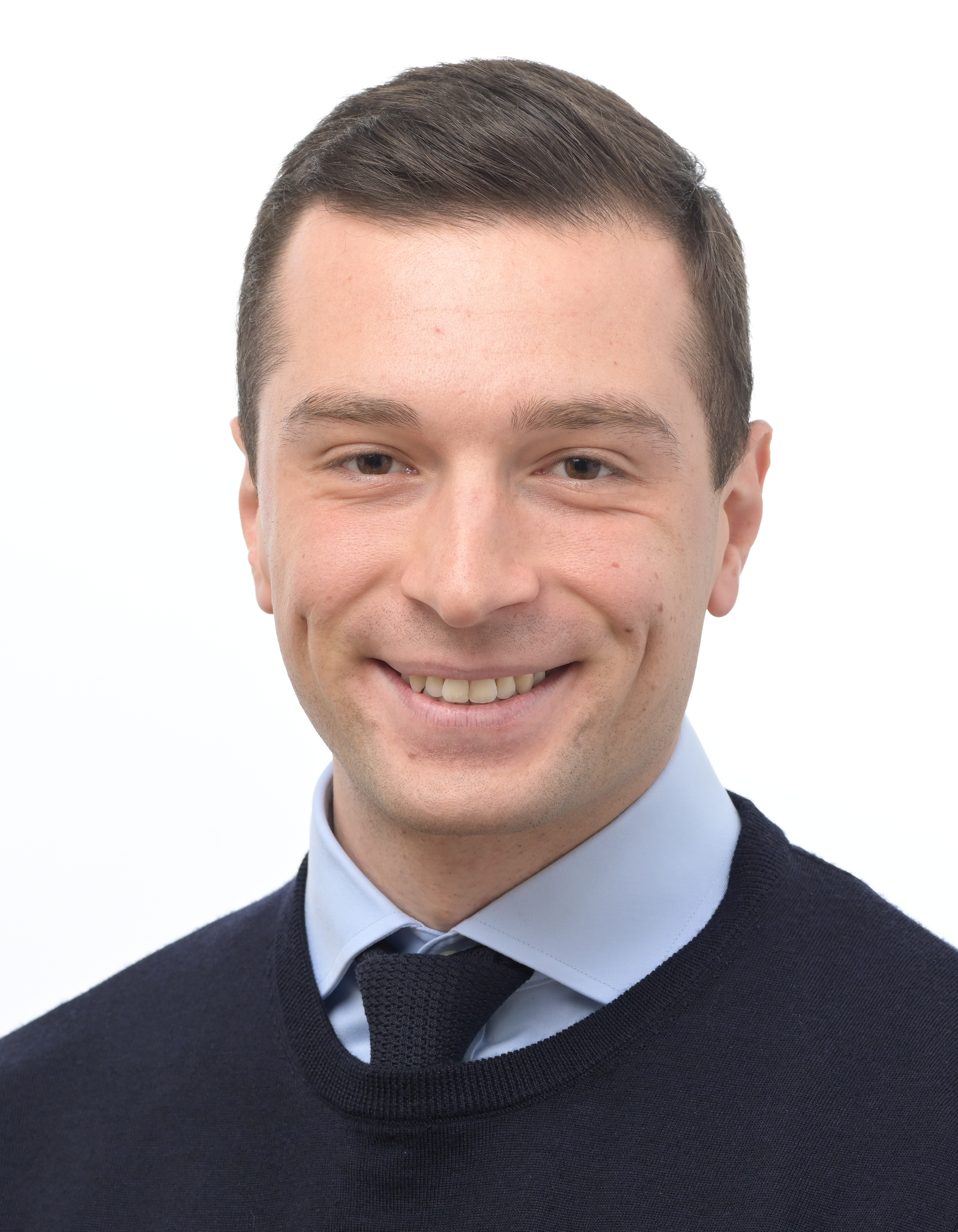
若尔当·巴尔代拉

- 若尔当·巴尔代拉[8]（欧洲议会议员、欧洲爱国者主席、國民聯盟领导人）

### 共和党

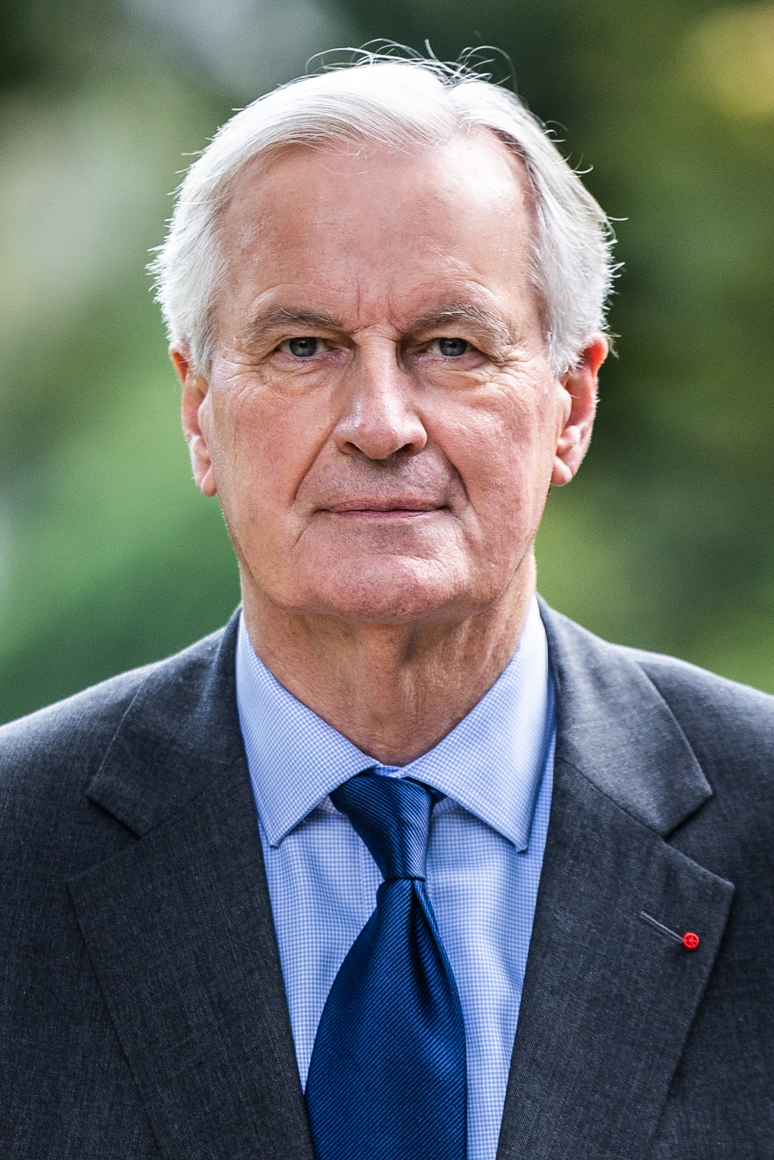
米歇尔·巴尼耶
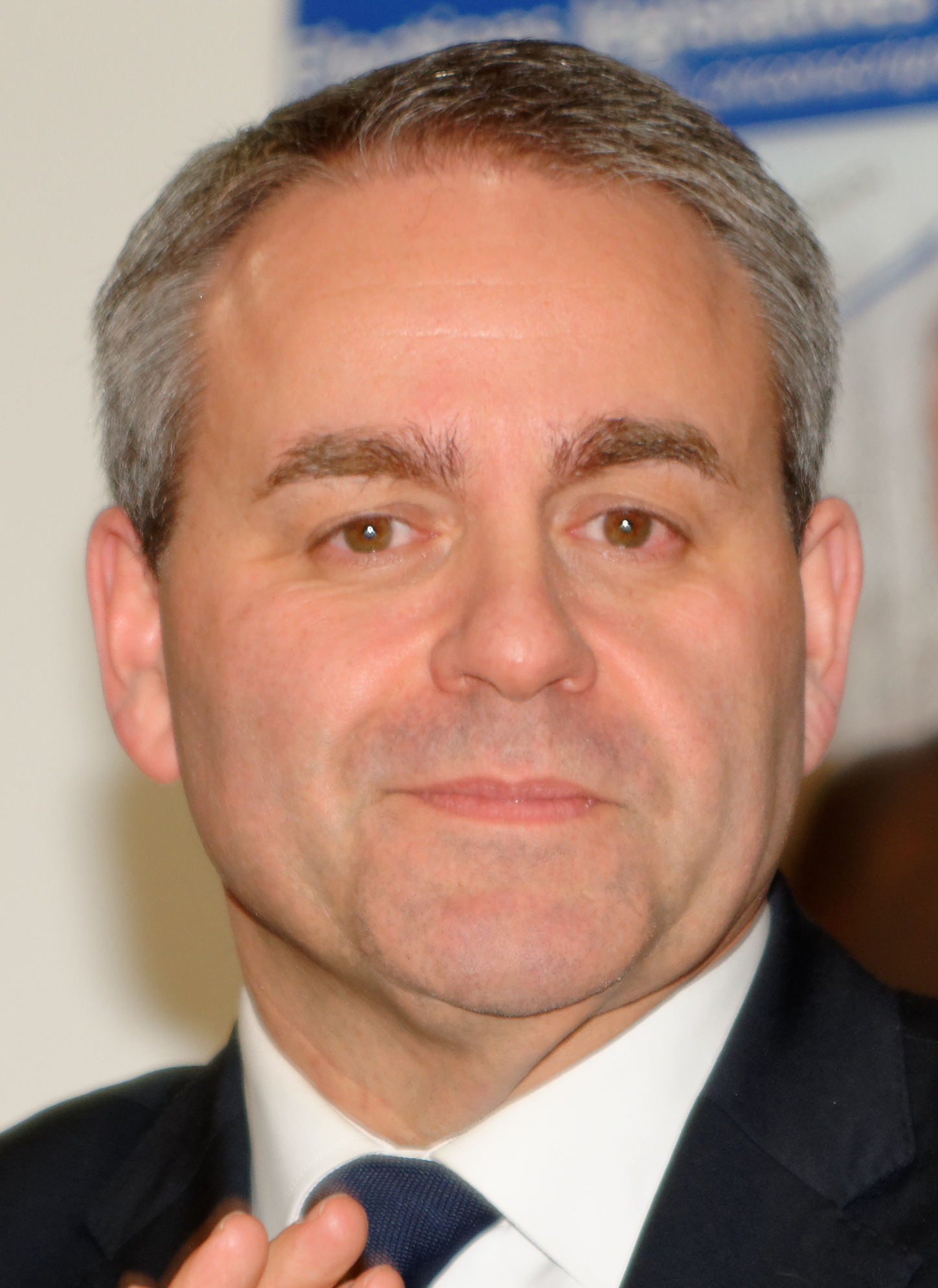
格扎维埃·贝特朗
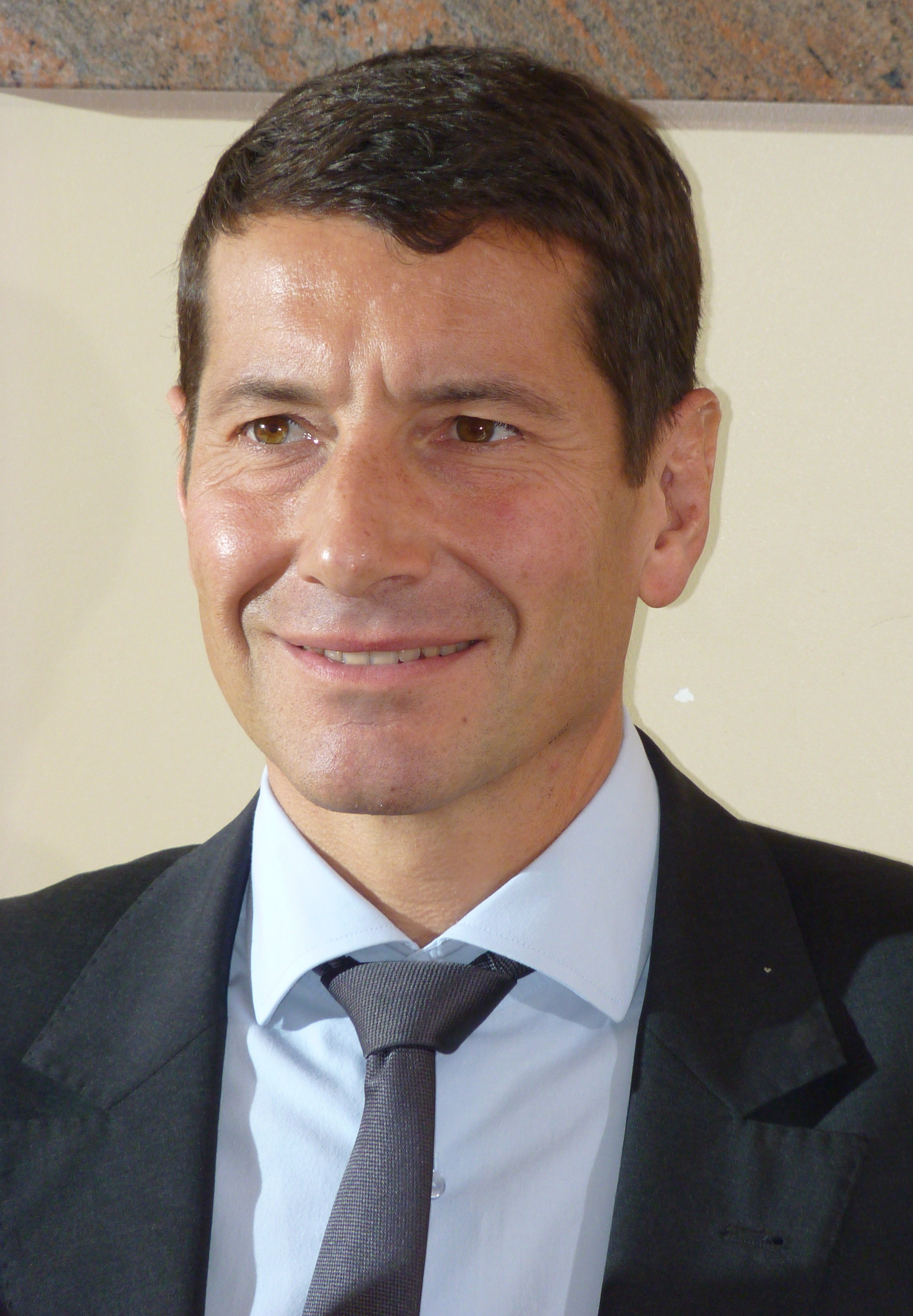
达维德·利斯纳德
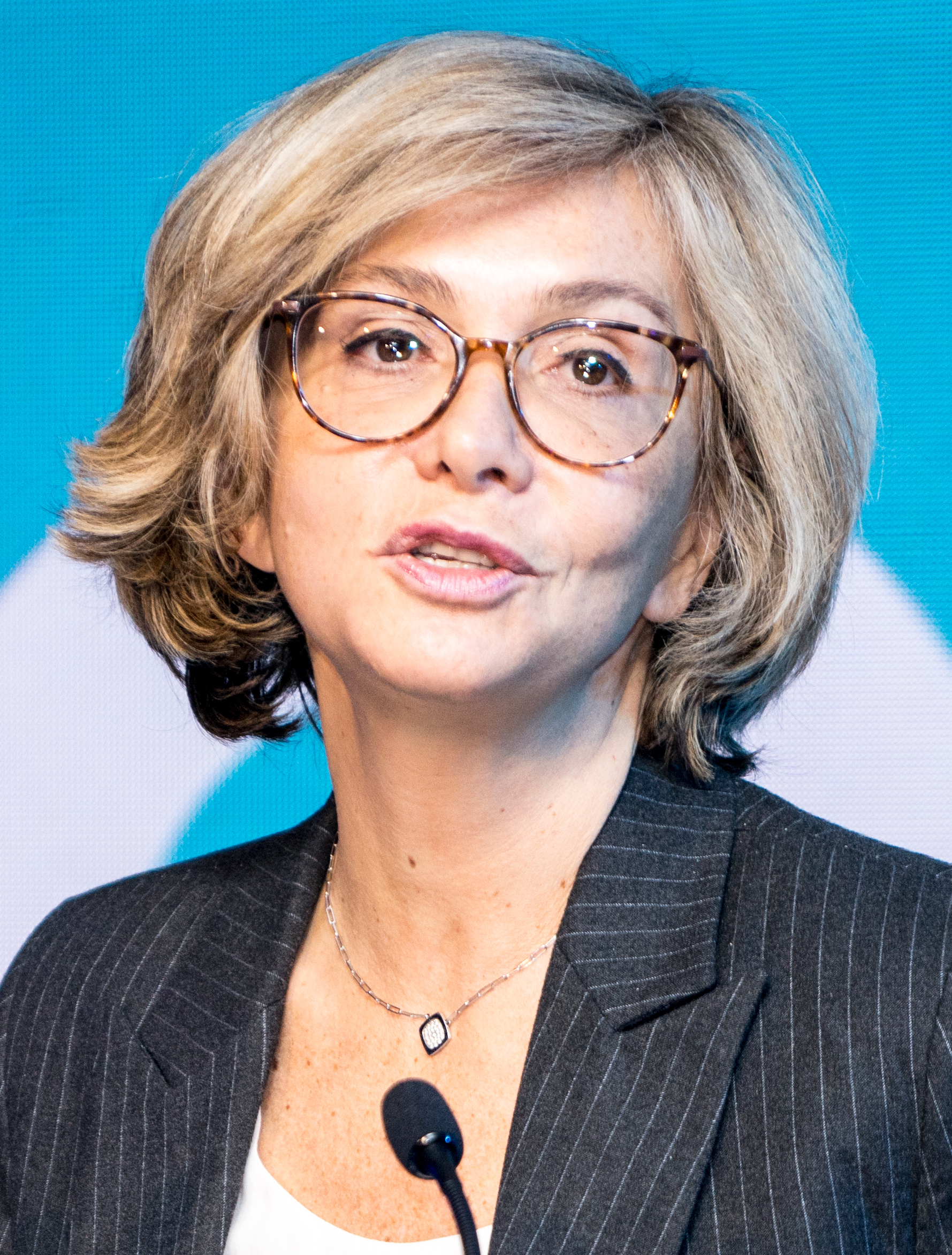
瓦莱丽·佩克雷斯
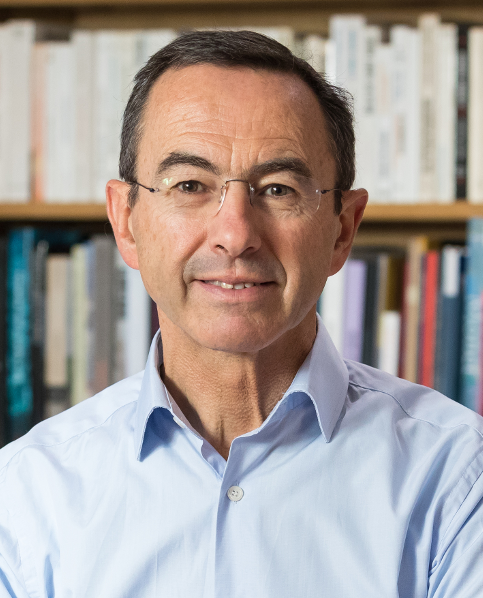
布吕诺·勒塔约
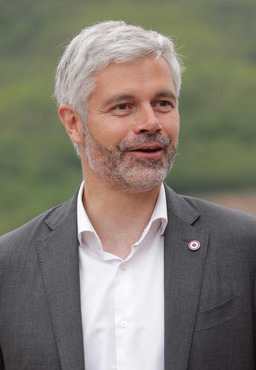
洛朗·沃基耶

- 米歇尔·巴尼耶[9]（法国前总理，2022年候选人）
- 格扎维埃·贝特朗[10][11]（上法兰西大区议会主席，2022年候选人）
- 达维德·利斯纳德[12]（戛纳市长、法国市长协会主席）
- 瓦莱丽·佩克雷斯[10]（法兰西岛大区议会主席，2022年提名人）
- 布吕诺·勒塔约[9]（国务部长、内政部长）
- 洛朗·沃基耶[9][13]（上卢瓦尔省议员、国民议会共和党右翼团主席）

### 复兴党

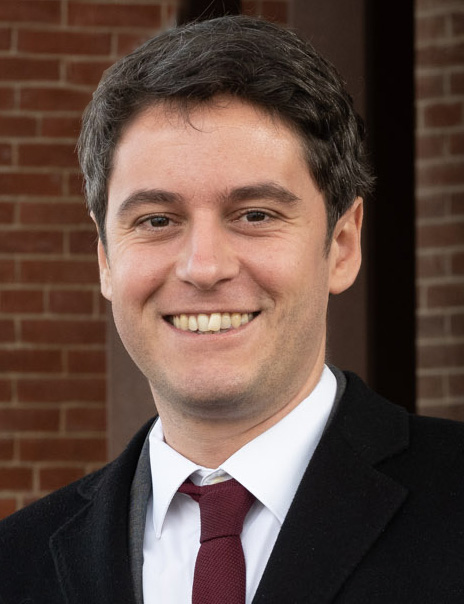
加布里埃尔·阿塔尔
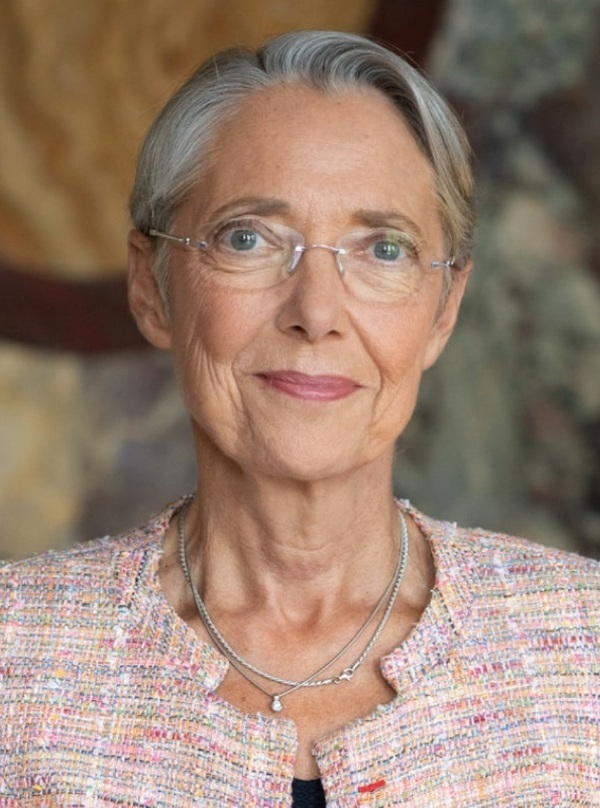
伊丽莎白·博尔内
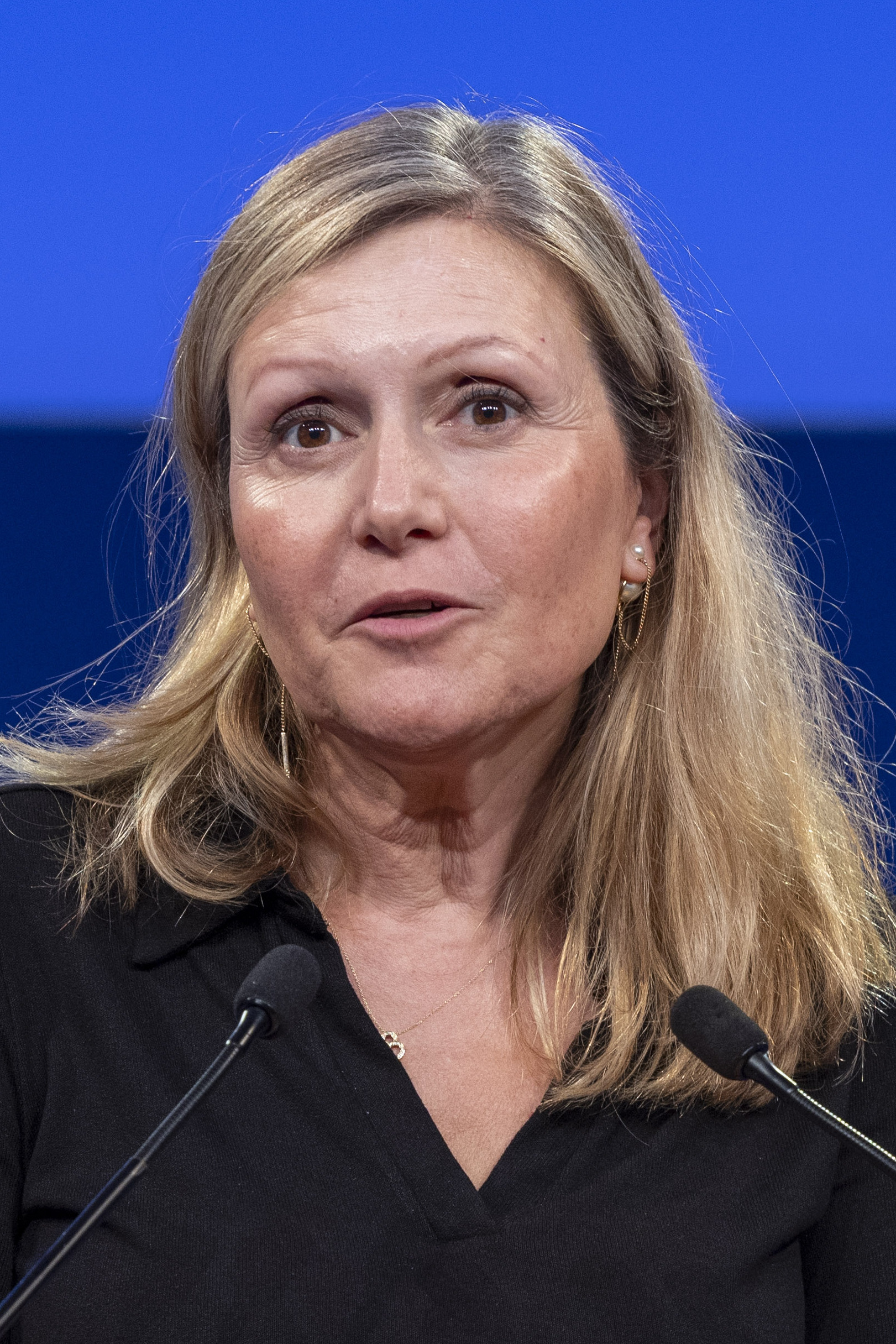
娅埃尔·布朗-皮韦
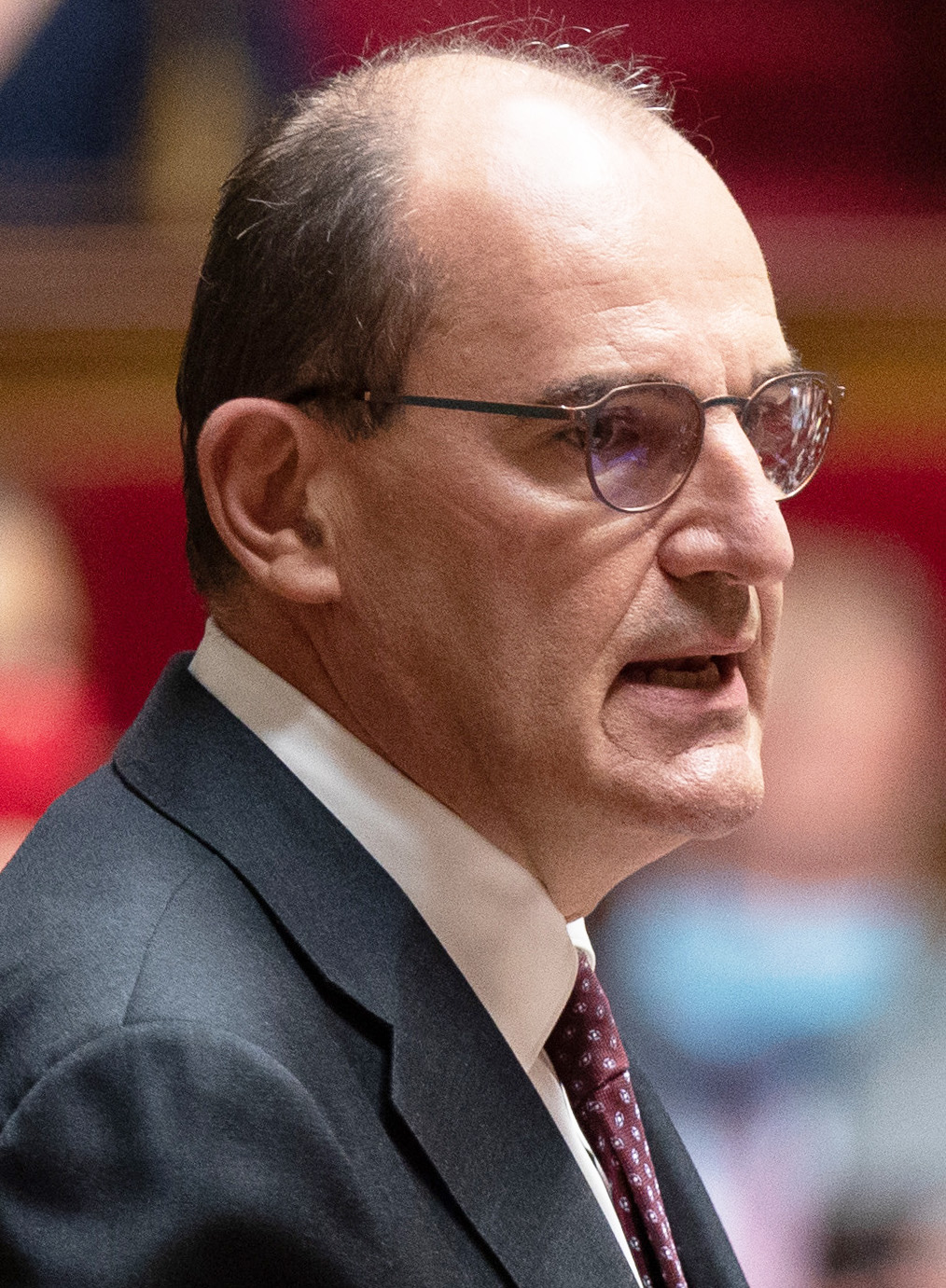
让·卡斯泰
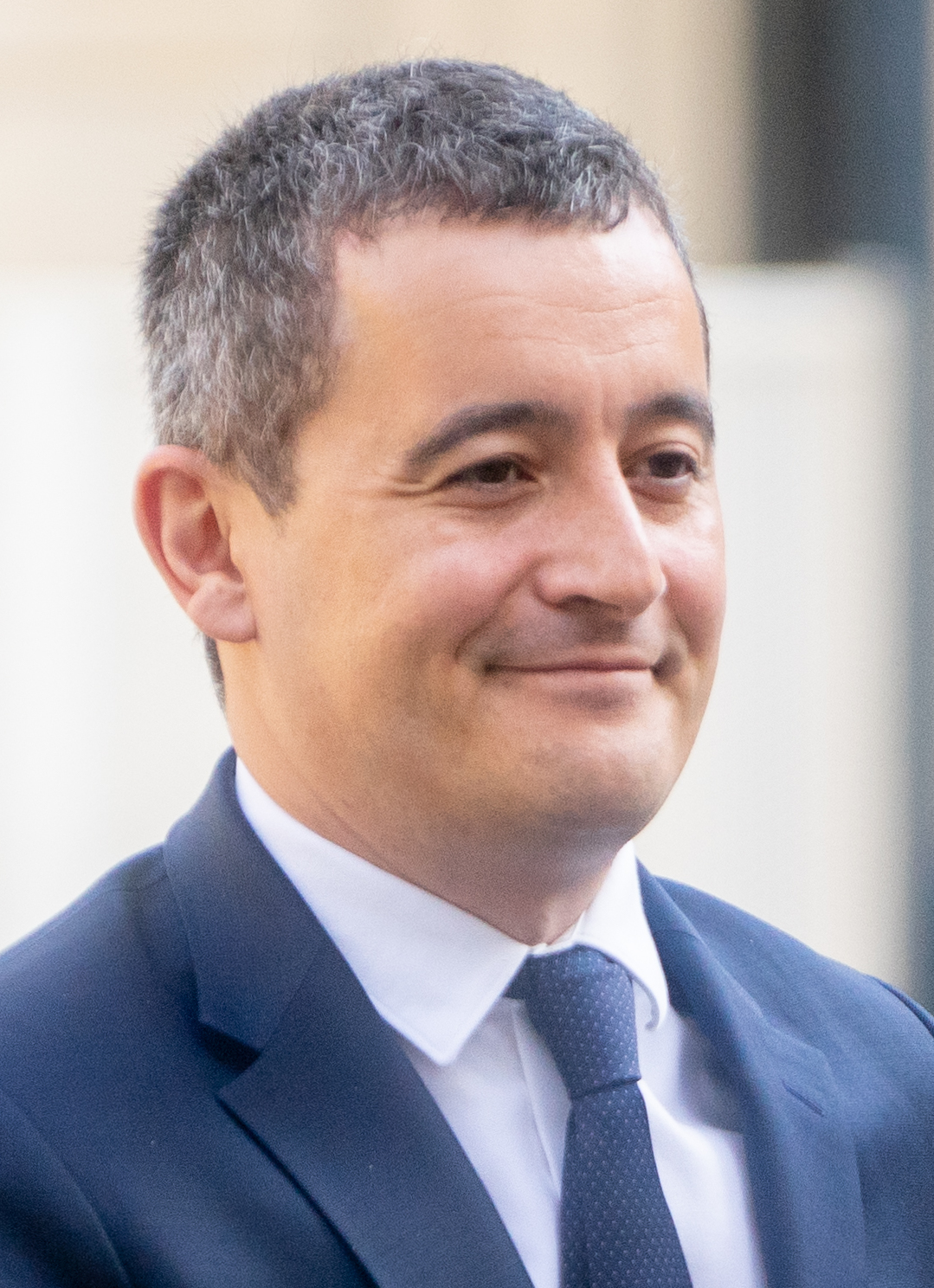
热拉尔德·达尔马宁
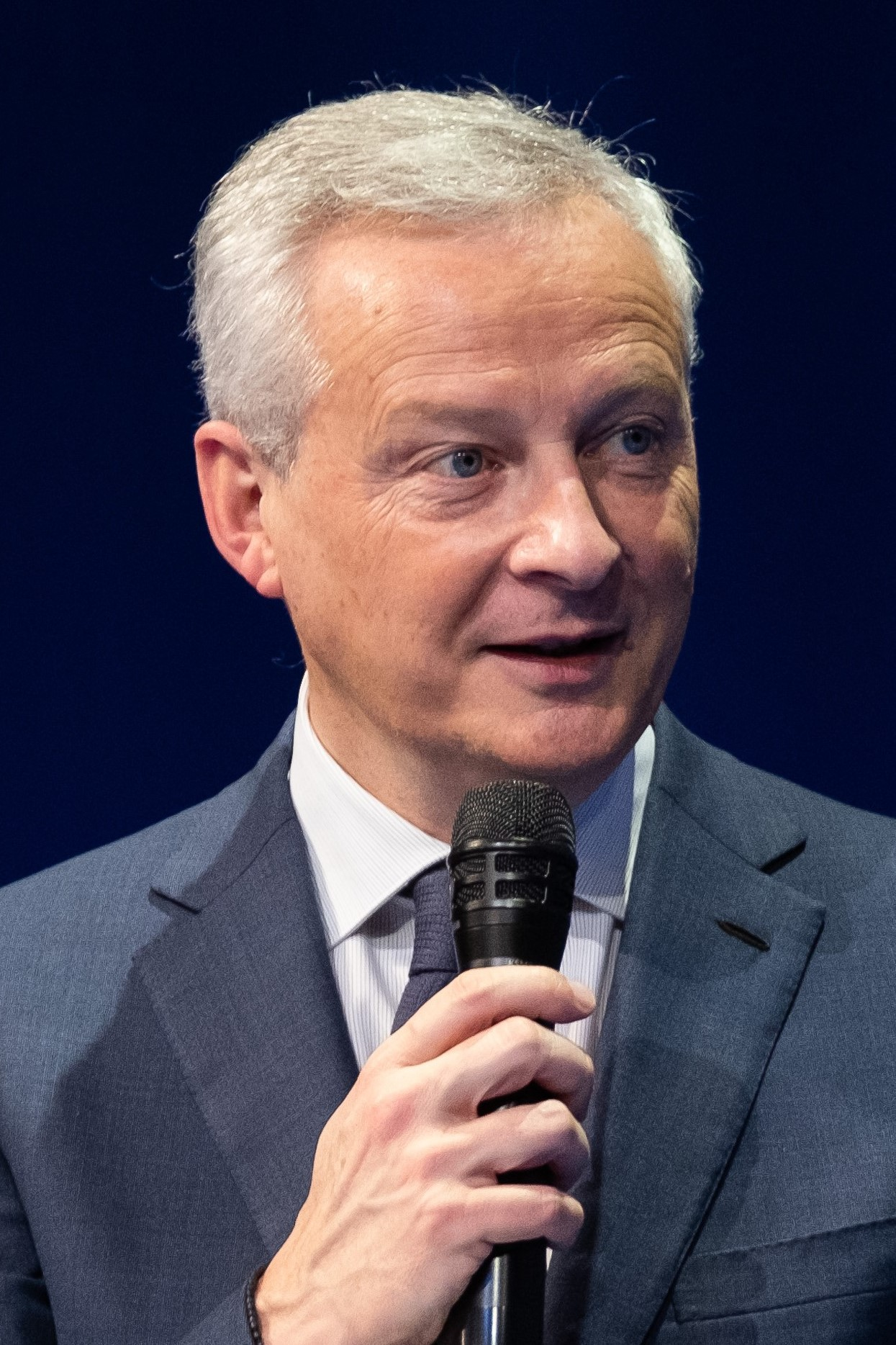
布鲁诺·勒梅尔

- 加布里埃尔·阿塔尔[14]（上塞纳省议员、国民议会复兴党团主席、复兴党领袖、法国前总理）
- 伊丽莎白·博尔内[15]（国务部长、国家教育、高等教育和研究部长，法国前总理）
- 娅埃尔·布朗-皮韦[16]（伊夫林省议员、国民议会议长）
- 让·卡斯泰[17]（巴黎大众运输公司首席执行官、法国前总理）
- 热拉尔德·达尔马宁[18]（掌玺官、司法部长）
- 布鲁诺·勒梅尔[19]（前经济、财政和复苏部长）

### 民主运动

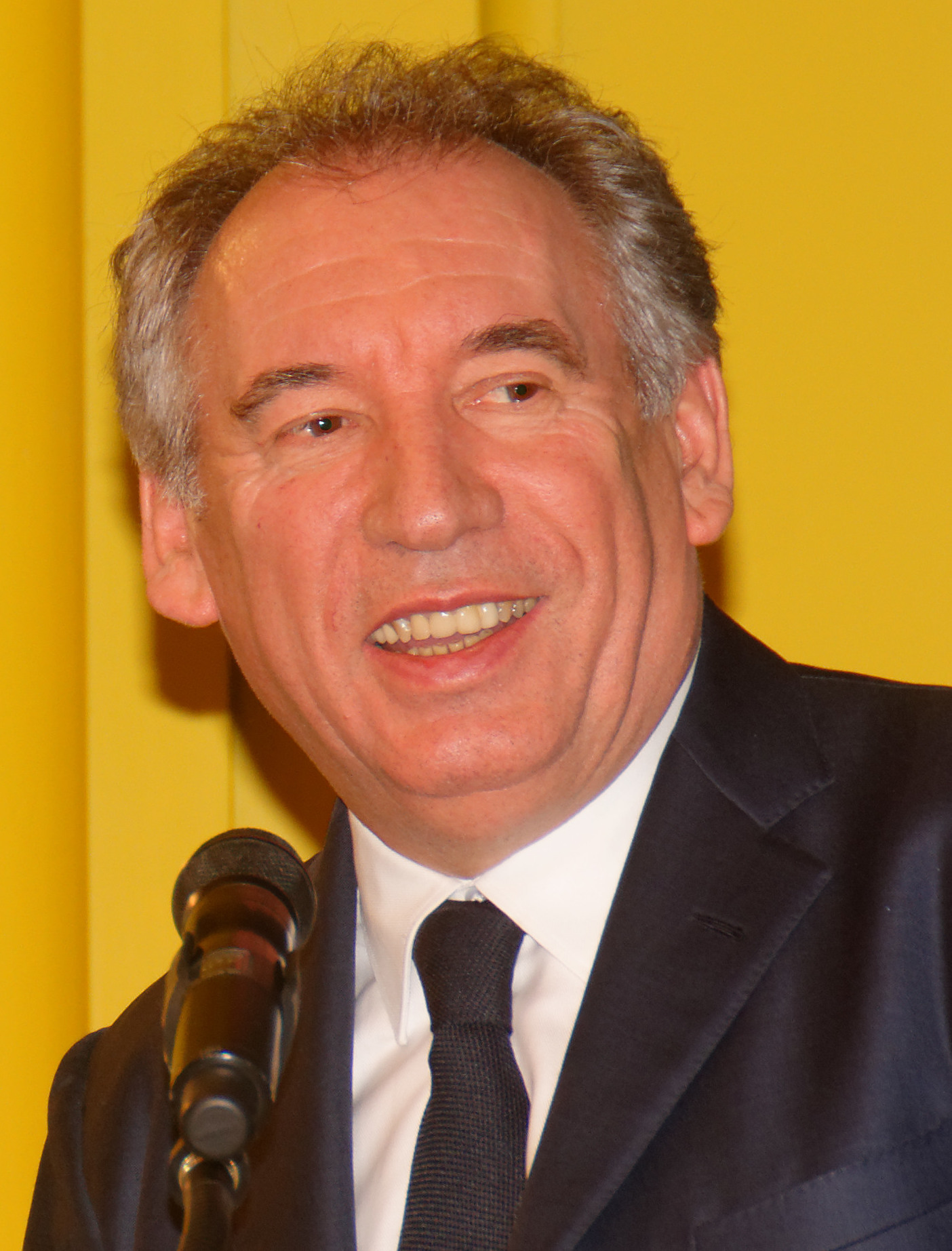
弗朗索瓦·贝鲁

- 弗朗索瓦·贝鲁[20]（法国总理、民主运动领袖、2012年提名人、2002年和2007年法国民主联盟提名人）

### 社会党

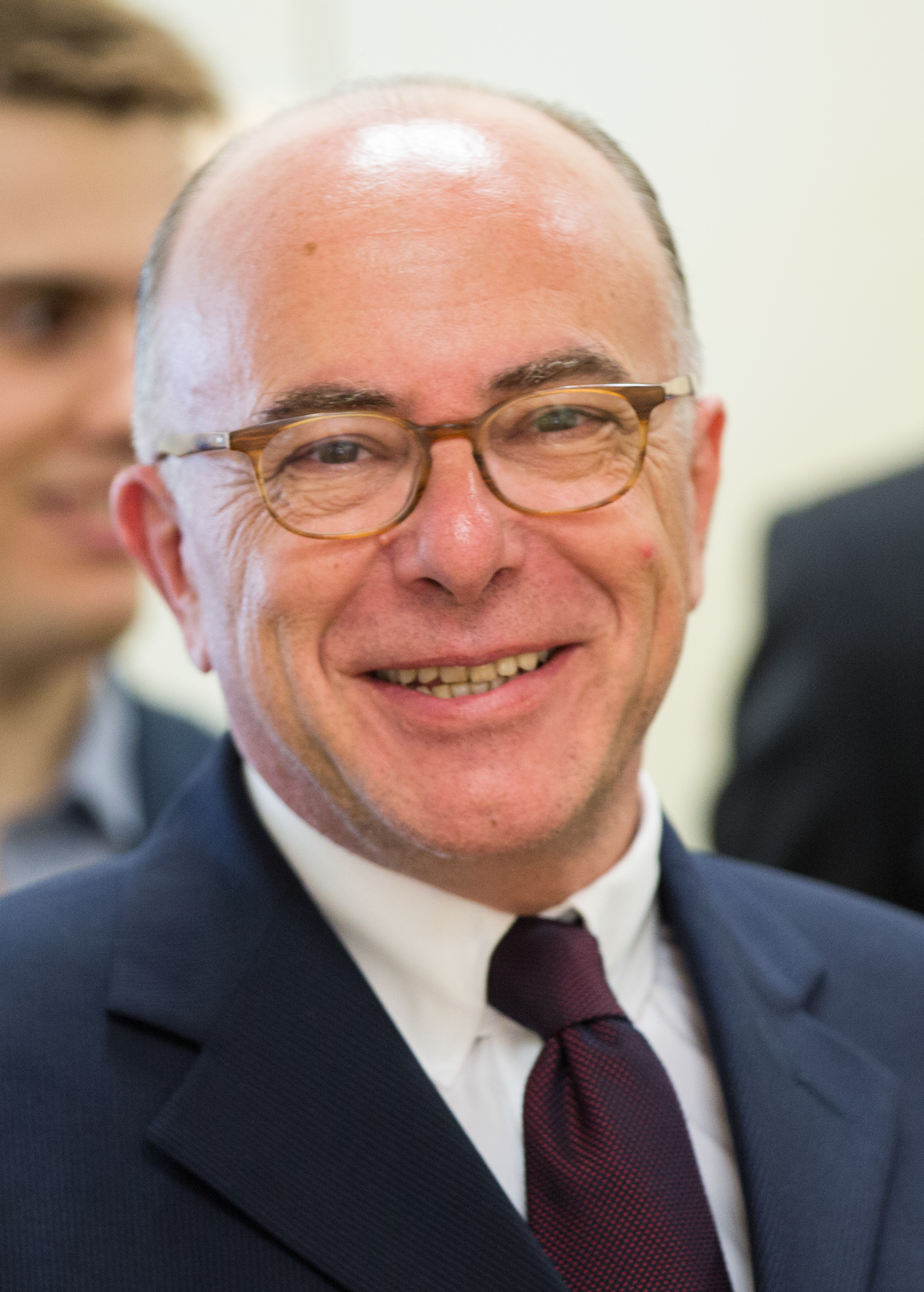
贝尔纳·卡泽纳夫
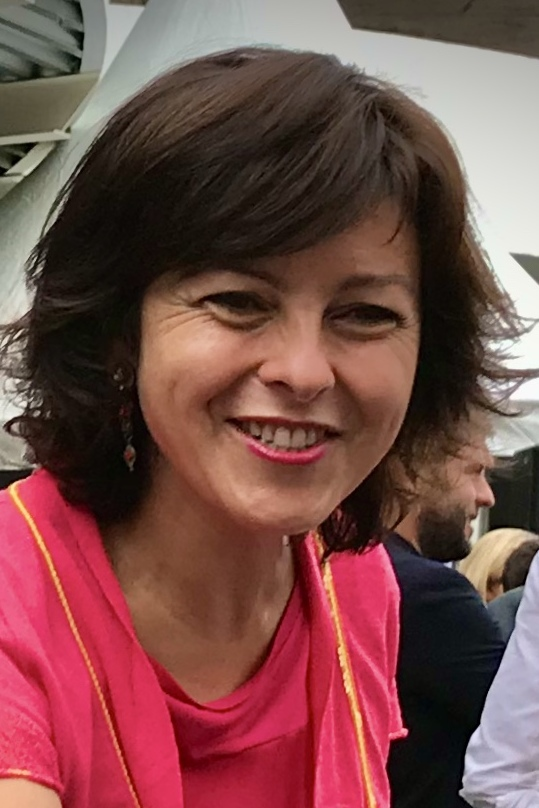
卡罗勒·德尔加
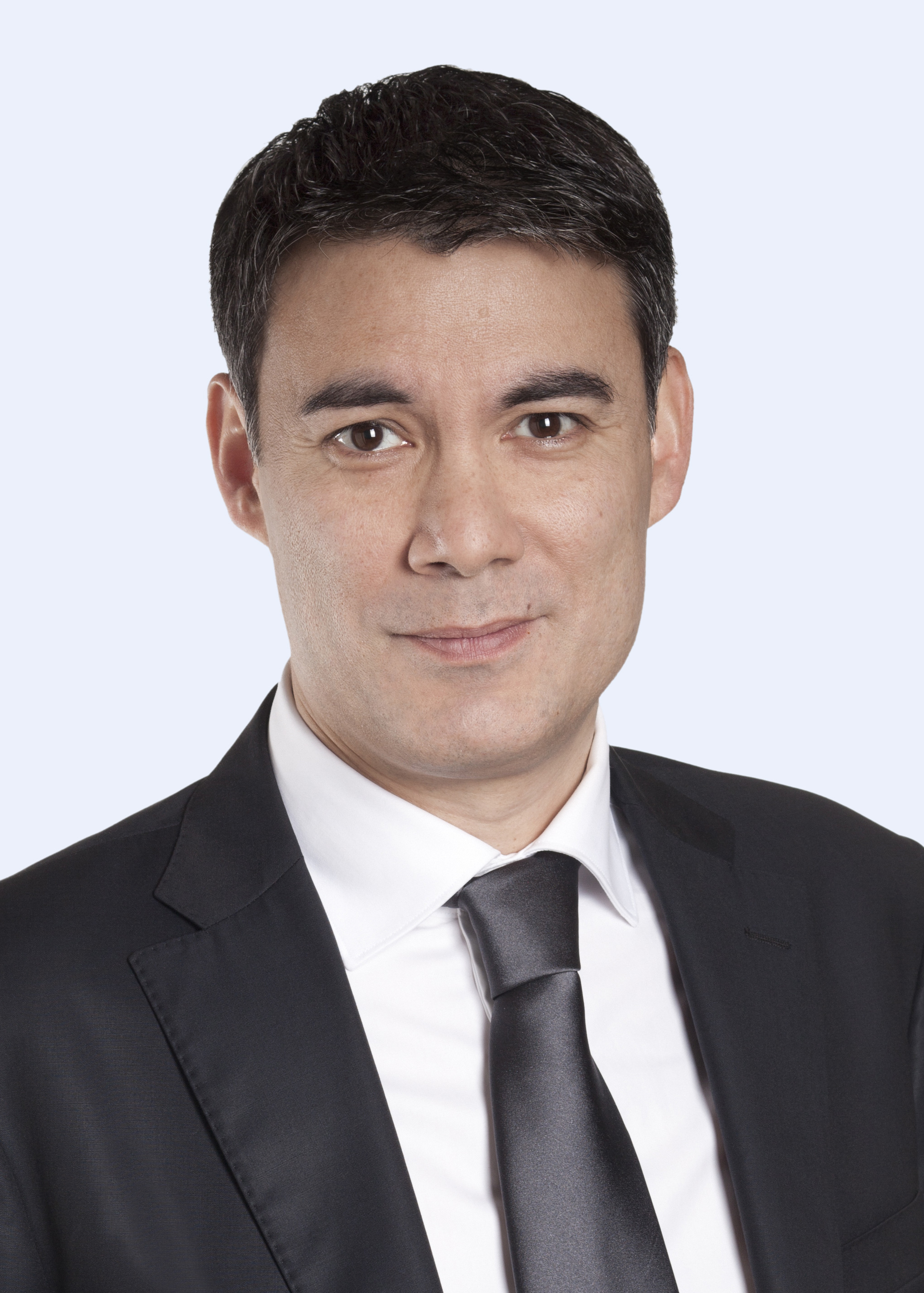
奥利维耶·富尔
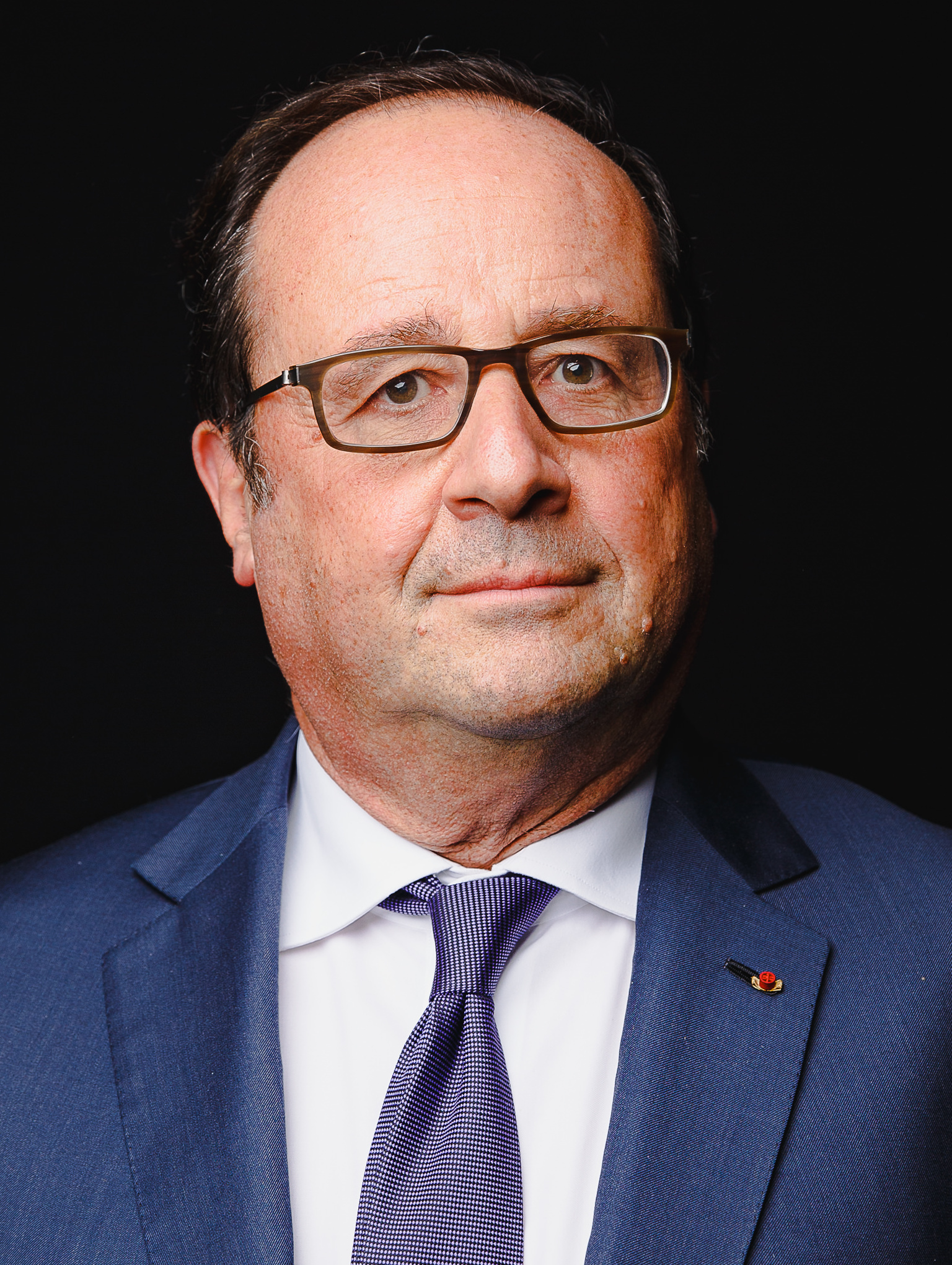
弗朗索瓦·奥朗德

- 贝尔纳·卡泽纳夫[21]（法国前总理）
- 卡罗勒·德尔加[22]（奧克西塔尼亞地区委员会主席）
- 奥利维耶·富尔[23]（塞纳-马恩省议员、社会党领袖）
- 弗朗索瓦·奥朗德[24]（科雷兹省议员、法国前总统）

### 不屈法国

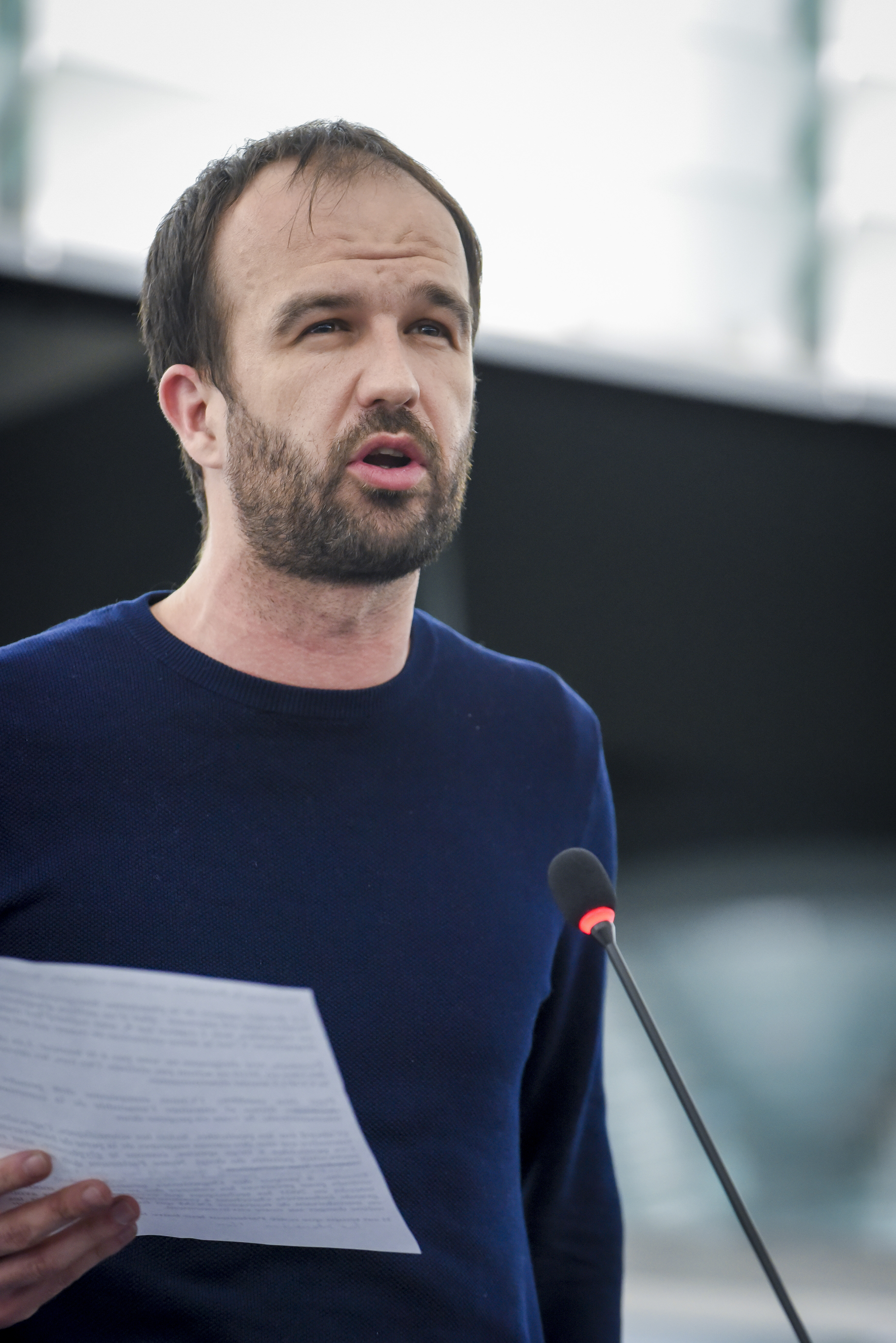
曼努埃尔·邦帕尔
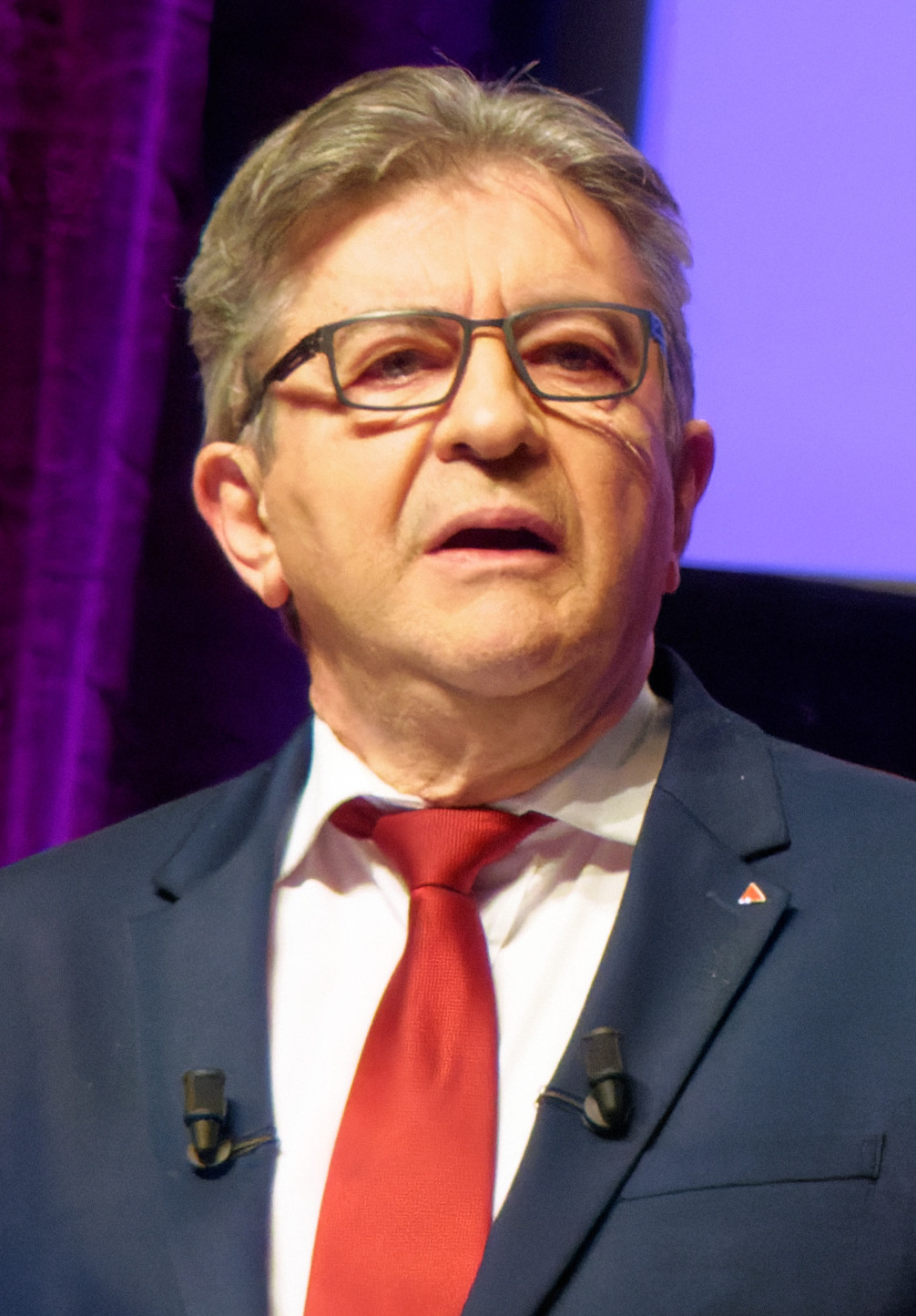
让-吕克·梅朗雄
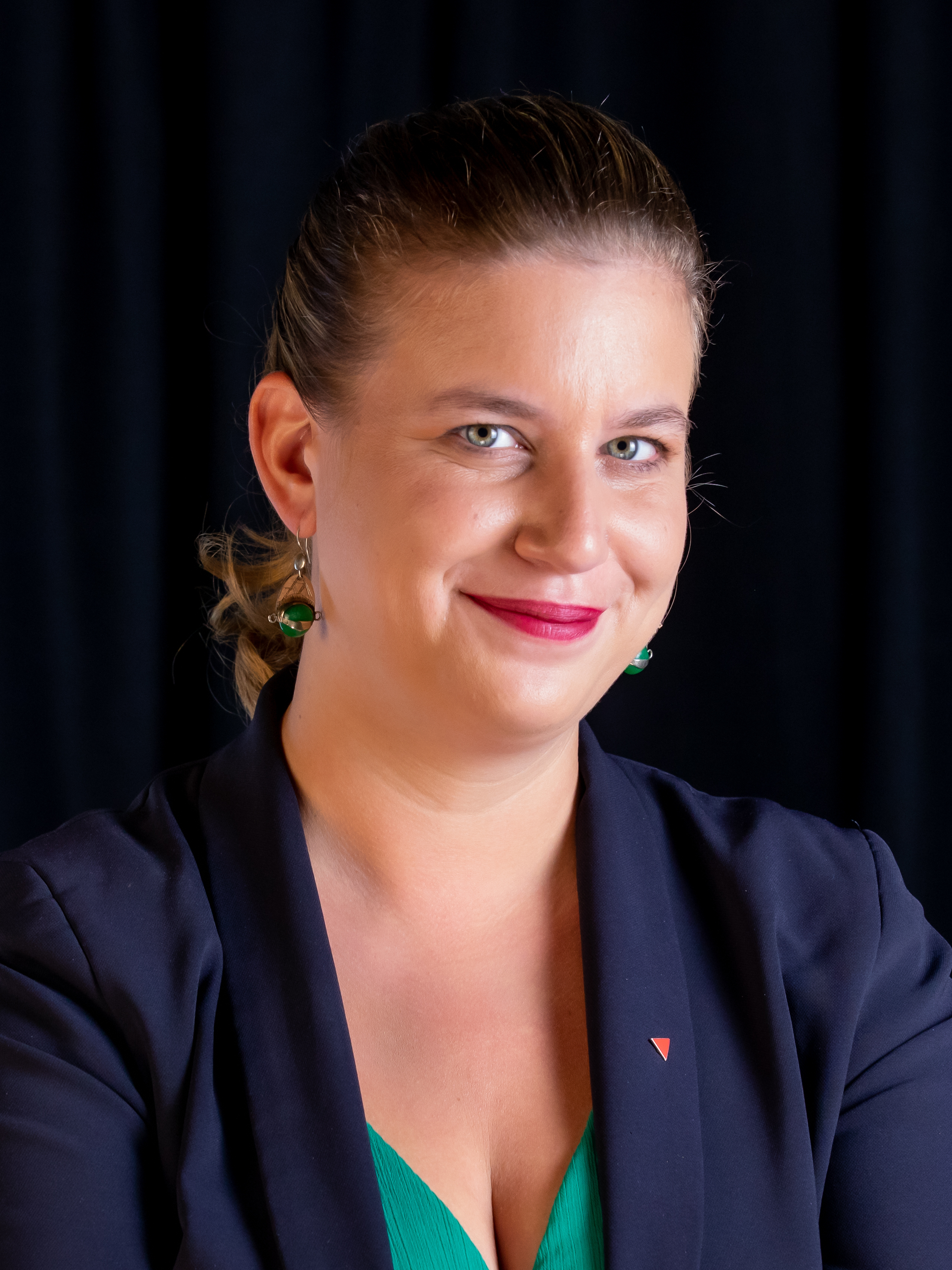
玛蒂尔德·帕诺

- 曼努埃尔·邦帕尔[25]（罗讷河口省议员、不屈法国领导人）
- 让-吕克·梅朗雄[26]（2017年和2022年题名人，2012年左翼党提名人）
- 玛蒂尔德·帕诺[27]（马恩河谷省议员、国民议会“不屈法国”党团主席）

### 其他

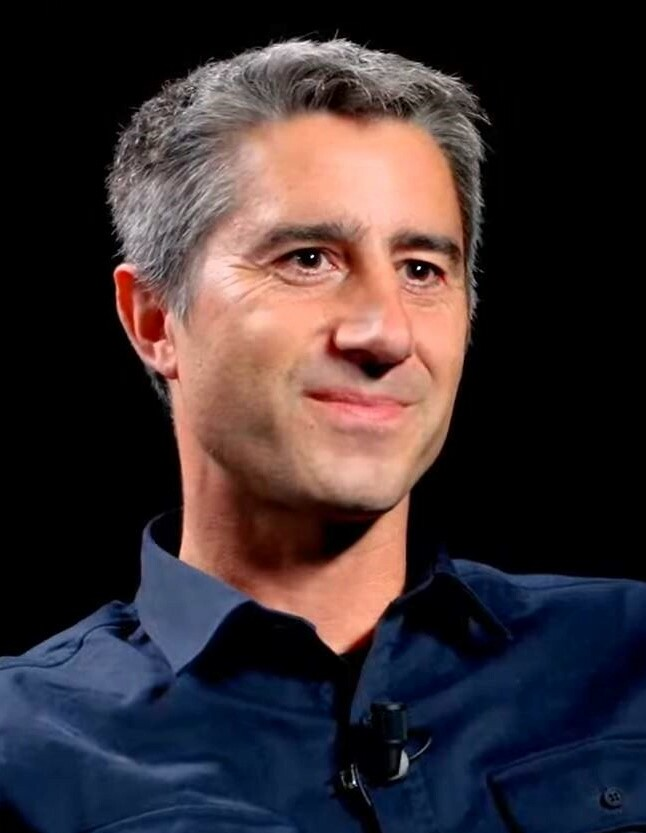
弗朗索瓦·吕芬

- 弗朗索瓦·吕芬[28]（索姆省议员）

## 被取消资格的候选人

### 国民联盟

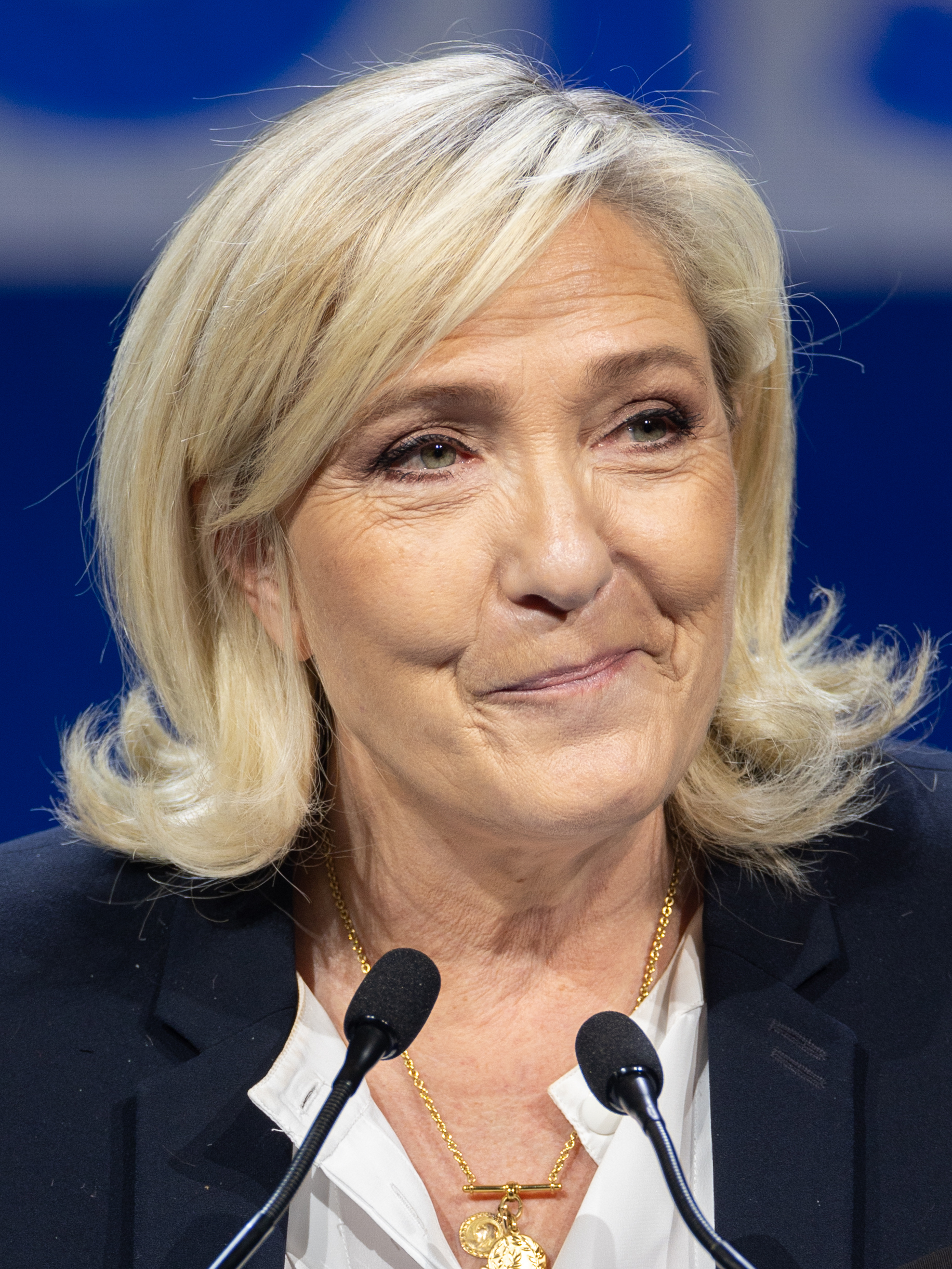
玛丽娜·勒庞

- 玛丽娜·勒庞（加来海峡省议员，国民议会国民联盟党团主席，国民联盟2012年、2017年和2022年总统候选人，国民联盟创始人讓-馬里·勒龐之女）。2025年因挪用欧洲议会资金资助国民联盟工作人员被判贪污罪成，随后被取消总统参政资格，五年内禁止参选公职。[29][30]